# Kjell Andersson (dokumentärfilmare)
Kjell Andersson, född 4 juli 1949 i Göteborg, död 5 augusti 2022, var en svensk dokumentärfilmare. Han var bror till filmregissören Roy Andersson och farbror till dokumentärfilmaren Johanna Bernhardson.

## Biografi
Andersson gjorde flera dokumentärfilmer med anknytning till Bohuslän och dess sten- och fiskeindustri.

### Skärvor från en svunnen tid
Dokumentären Skärvor från en svunnen tid berättar om stenhuggeri i Bohuslän under perioden mellan 1840 och 1970. Perioden präglas av stora konjunktursvängningar, två världskrig, strejker och lockouter och ett hårt slit för vuxna och barn. Filmen skildrar stor yrkesskicklighet men också trångboddhet, alkoholism, spelmissbruk och sociala orättvisor. Filmen premiärvisades 2004.

### Stickspåret
Dokumentären Stickspåret – från nödhjälpsarbete till världssuccé beskriver hur försörjningsmöjligheterna för bland annat fiskar- och stenhuggarfamiljerna i Bohuslän försämrades under 1930-talet, och där kvinnorna sökte nya möjliga inkomstkällor i den desperata situationen. Stickning av enkla sockor, vantar och tröjor växte fram som ett så kallat nödhjälpsarbete, vilket utvecklades och blev en stor internationell succé under 1960-talet. Filmen är ett stycke svensk nutidshistoria ur kvinnoperspektiv. Filmen premiärvisades 2007.

### Hitlerstenen
Dokumentären Hitlerstenen: En märklig affär i krigets skugga berättar om den enorma beställning av bohuslänsk granit som gjordes av Nazityskland i början av 1940-talet som skulle användas för Hitlers grandiosa planer på stadsbyggnad och monument. Transporterna avbröts 1943 efter att endast mindre delar levererats, men tyskarna betalade bra för fortsatt produktion som lagrades runtom i Sverige "i avvaktan på slutsegern". Bara i Bohuslän var 500 man under fem års tid sysselsatta med att hugga den så kallade Hitlerstenen. Filmen premiärvisades 2011.
Andersson gjorde flera filmer om utvecklingsstörda människor: "En gåtfull verklighet", "De fyras gäng", "Gränslandet" och "Får jag lov". Med sin dokumentär "Refränger från källaren" dokumenterarde han tillkomsten av Roy Anderssons film "Sånger från andra våningen".